# Richard Stauch
Karl Eduard Oscar Richard Stauch (* 15. November 1901 in Berlin; † 14. Dezember 1968 ebenda) war ein deutscher Komponist, sein Schwerpunkt lag auf Filmmusik.

## Leben und Werk
Stauch war Schüler von Willy Mattes und W. Forcks an der Musikakademie in Berlin, die später in der Universität der Künste Berlin aufgegangen ist. Nach abgeschlossenem Studium komponierte er Operetten und Unterhaltungsmusik. Er schrieb darüber hinaus für über 20 Film- und Fernsehproduktionen die Filmmusik. Seine Tätigkeit begann er 1933. Ab den 1950er Jahren war er vor allem an Märchenfilmen von Fritz Genschow beteiligt. Seine letzten Filmarbeiten stammen aus den 1960er Jahren.

### Operetten (Auswahl)
- 1936 Die Tatarin, Operette in drei Akten, Richard Stauch, Marion Halvorsen, Berlin 1936

### Filmmusiken
- 1933: Der Stern von Valencia
- 1933: Die Wette
- 1934: Wir parken, wo es uns gefällt
- 1934: Blaufuchs, der Schrecken des Kilimandscharo
- 1937: Der Klapperstorchverband
- 1941: Bali - Kleinod der Südsee
- 1942: Nippon, das Land der aufgehenden Sonne
- 1948: Die Abtrünnige (La Renégate)
- 1949: Vergleichen Sie bitte
- 1949: Hand und Hände
- 1950: Berlin produziert
- 1952: Am Anfang war die Tat
- 1953: Rotkäppchen
- 1953: Vati macht Dummheiten
- 1954: Hänsel und Gretel
- 1954: Frau Holle
- 1955: Der gestiefelte Kater
- 1955: Aschenputtel
- 1955: Rumpelstilzchen
- 1956: Tischlein deck dich
- 1956: Kleine Welt in großer Stadt
- 1957: Kalle wird Bürgermeister
- 1957: Die Gänsemagd
- 1959: Ein Gesetz will helfen

### Andere Kompositionen
Sein kompositorisches Schaffen umfasste Gesang, Gesang plus Klavier oder Stücke für Salonorchester sowie Operettenmusik:
| - Der Johann Strauss lässt grüssen - Walzer - Der Matrose liebt das Meer - Die Braut nach Maß (Operette, Premiere 1967) - Ein Lächeln von dir hat viele betört - Es muss ja nicht heut oder morgen schon sein! - Vertonung für den Stummfilmzusammenschnitt Lachen ohne Ende | - Hell erklingt ein frohes Lied - Ich kenne ein traumschönes Märchen - Man soll den Frauen nicht so tief ... - Nimm mich in deine Arme - Skandal in den Wolken (Operette, Premiere 1946) - Wenn unser Stern am Himmel steht - Beim Sonnenwirt ist a Hochzeit heut... |